# Johannes Canuti
Johannes Canuti, född 1559 i Ringarums socken, död 1603 i Linköping, var en svensk präst och domprost i Linköping. 

## Biografi
Johannes Canuti föddes 1559 i Ringarums socken. Han var son till kyrkoherden Canutus Joannis Trelogius i Ringarums församling. Canuti studerade i Wittenberg och blev magister där 1584. Han 1585 prästvigdes 1585 och blev samma år rektor i Söderköping. 1589 blev han kyrkoherde i Skänninge församling och 1592 rektor i Linköping. 1593 blev han dekan i Linköpings domkapitel, i vilken befattning han underskrev Uppsala mötes beslut samma år. 1593 blev han kyrkoherde i Linköpings församling. Canuti skrev 19 februari 1594 under trohetseden till Sigismund och skrev 25 juni 1598 under Vadstena riksdagsbeslut. Han blev åter dekan vid Linköpings domkapitel år 1600. Samma år blev han domprost i Linköpings församling. Canuti avled 1603 i Linköping i pesten.

### Familj
Canuti gifte sig med Margareta Larsdotter (1570–1620). Hon var dotter till befallningsmannen över Vikbolandet Lasse Jonsson och Kjerstin Jacobsdotter. De fick tillsammans sonen Lars Trelogius som blev borgmästare i Söderköping. Efter Canutis död gifte Margareta Larsdotter om sig med kyrkoherden Laurentius Laurinus i Häradshammars församling.